# 李昱 (元朝)
李昱（1228年—1275年），字仲明，号中和，太原榆次人，元朝官员。

## 生平
自小勤於學問，对易经有心得。长大后，從事行省郝和尚拔都幕下。1258年，授李昱太原路萬户。中統元年（1260年），忽必烈即位，李昱時扈從上都，忽必烈命李昱與近臣也速答兒同管軍器監事。至元三年（1266年），也速答儿行中書省於四川，辟李昱为行中書省員外郎。時四川没有完全归附蒙古，李昱居幕府，主持軍食轉輸供給。至元九年（1272年），改授東川順慶等路宣課大使。至元十一年（1274年），行省拜李昱为樞密副使、行樞密院事，元军分道攻嘉定，以李昱為成都路防城總管，通管軍民事。至元十二年（1275年）十二月二日病故於成都駟馬橋之寓舍，享年四十八岁，谥忠敏。

## 家族
曾祖父李彦，祖父李温。父亲李懋，河東宣撫檢察使，生三子，李昱是长子。